# Castello di Brantice
Il castello di Brantice (in ceco Brantice zámek), anche noto come castel Bransdorf, si trova nella città omonima del Distretto di Bruntál, Regione di Moravia-Slesia nella Repubblica Ceca. La sua storia inizia nel XVII secolo.

## Storia

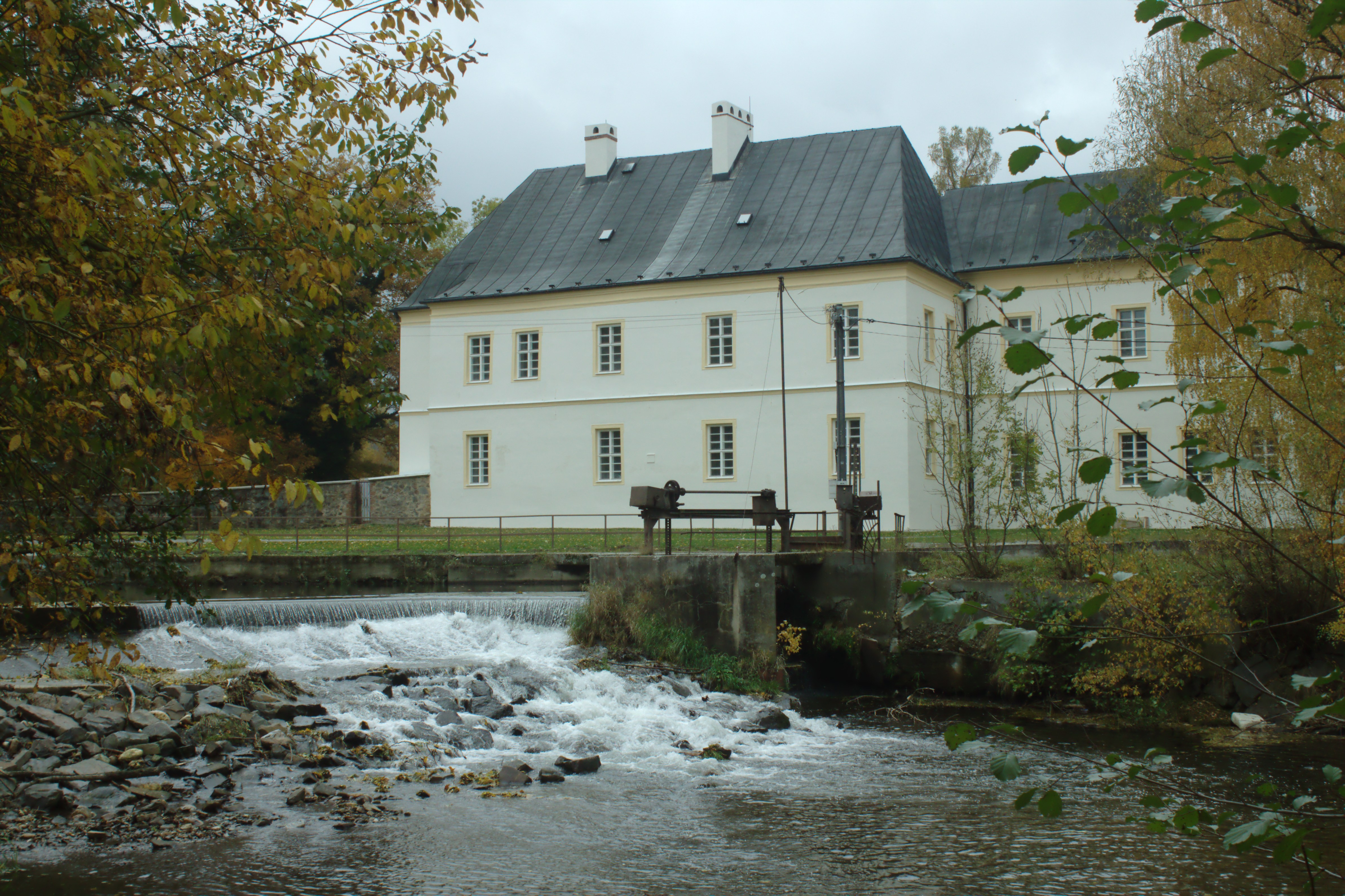
Castello di Brantice, col fiume Opava che gli scorre accanto

Il castello venne edificato nel XVI secolo sulla riva sinistra del fiume Opava sul sito dove sorgeva una fortezza del XV secolo documentata nel 1449. Nel 1526 la famiglia Hohenzoller acquistò fortezza e tenuta ed abbandono al degrado la struttura precedente. Nel 1561 il cancelliere del Ducato di Krnov, Jeroným Reinwald, acquistò il terreno e vi fece costruire un nuovo castello rinascimentale che fu completato nel 1604. Parti di questa struttura sono conservati nelle ali a sud e ad est dell'edificio recente. All'inizio del XVIII secolo la famiglia Trach di Březí, nuova propritaria, fece ricostruire il castello in stile barocco, venne così aggiunta l'ala settentrionale e fu creato il parco. All'inizio del XIX secolo i nuovi proprietari, i Liechtenstein, fecero modificare le facciate in stile classicista. Da quel momento i Liechtenstein furono proprietari del castello e lo utilizzarono solo come edificio ufficiale di rappresentanza e non come residenza. Dopo la seconda guerra mondiale il castello fu utilizzato come magazzino di medicinali. Col XXI secolo è stato sottoposto ad un lavoro di restauro e dal 2018 il castello ha un nuovo proprietario.

## Descrizione

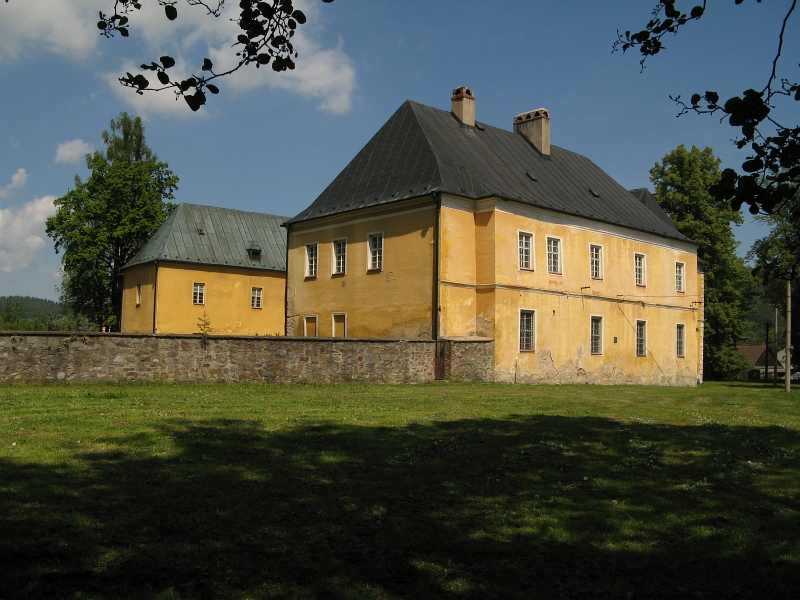
Castello di Brantice nel 2009, prima dei lavori realizzati in seguito

Il castello si trova a Brantice, città della Regione di Moravia-Slesia (Repubblica Ceca). Sorge sulla riva del fiume Opava nel centro della città. Il castello ha pianta a ferro di cavallo ed è costituito da tre ali a due piani. Il cortile interno ha il porticato sui due piani. L'ingresso principale al castello avviene attraverso un portale e un passaggio con colonne sporgenti. Al piano terra i soffitti sono a volta mentre nel piano superiore sono piani. Il parco esterno è accessibile mentre l'edificio, come proprietà privata, è chiuso al pubblico.

### Monumento culturale della Repubblica Ceca
La tutela dei monumenti della Repubblica Ceca considera il castello di Brantice un monumento culturale tutelato col numero di catalogo 1000126938.